# 丹尼斯·默弗里
丹尼斯·海罗恩·默弗里（1886年1月6日 – 1949年2月9日（63歲）），出生于密西西比州匹兹波罗。他曾两度担任密西西比州州长一职，第一次是在1923年第二次在1939年。

## 第一次当选州长
因为前任州长亨利·路易斯·惠特菲尔德死于任上，所以身为副州长的默弗里接替州长一职至1928年1月16日。
| 官衔                          | 官衔                     | 官衔                   |
| ----------------------------- | ------------------------ | ---------------------- |
| 前任： 亨利·路易斯·惠特菲尔德 | 密西西比州州长 1927-1928 | 繼任： 西奥多·G·比尔博 |
| 前任： 保罗·B·约翰逊          | 密西西比州州长 1943-1944 | 繼任： 托马斯·L·贝利   |